# كريس دوفي (لاعب كرة قدم بريطاني)
كريس دوفي (بالإنجليزية: Chris Duffy)‏ هو لاعب كرة قدم بريطاني في مركز الوسط، ولد في 31 أكتوبر 1973 في Eccles, Greater Manchester ‏ في المملكة المتحدة. لعب مع ويغان أتلتيك.